# Red (obra de teatre)
Red és una obra de l'escriptor nord-americà John Logan sobre l'artista Mark Rothko produïda per primera vegada al Donmar Warehouse, Londres, el 8 de desembre de 2009. La producció original va ser dirigida per Michael Grandage i interpretada per Alfred Molina com a Rothko i Eddie Redmayne com el seu ajudant en la ficció, Ken.
La producció, amb els seus dos protagonistes, es va transferir a Broadway al John Golden Theatre per un compromís limitat que va començar l'11 de març de 2010 i es va tancar el 27 de juny. Va ser el guanyador del premi Tony 2010 a la millor obra de teatre. A més, Redmayne va guanyar el premi Tony 2010 a la millor interpretació per un actor destacat en una obra de teatre.

## Sinopsi
"Només hi ha una cosa que temo a la vida, amic meu ... Un dia el negre s'empassarà el vermell."
Mark Rothko es troba al seu estudi de Nova York el 1958/59, després d'haver-li estat encarregat de pintar un grup de murals per al car i exclusiu restaurant Four Seasons. Dona ordres al seu ajudant, Ken, ja que Ken barreja les pintures, fabrica els marcs i prepara els llenços. Tanmateix, Ken, finalment, posa en dubte les idees artístiques de Rothko i el seu accés a treballar en aquest projecte comercial. Per la seva banda, a Rothko no li agrada l'auge de l'art pop.
En última instància, Rothko deixa de treballar en el projecte i decideix tornar els diners. Li explica a Ken que el Four Seasons és un lloc inadequat perquè es puguin veure els seus murals.

## Reconeixements
L'obra de teatre va aconseguir guanyar l'any 2010 Premi Drama League per Millor producció en obra i Millor interpretació per a Alfred Molina pel seu paper de Mark Rothko.
També va ser nominada en un total de set premis Tony, guanyant un total de sis estatuetes incloses: Millor obra, coreografia, Millor direcció per a Michael Grandage, Millor posada en escena en obra per a Christopher Oram, Millor il·luminació per a Neil Austin i Millor so original per a Adam Cork.

## Altres produccions
En 2011 "Red" va ser estrenada a la Ciutat de Mèxic en el teatre Hel·lènic, protagonitzada per Victor Trujillo i Alfonso Dosal sota la producció de Juan Torres. La meravellosa producció i memorables actuacions li van merèixer diversos premis dins del gremi teatral a Mèxic, i el seu públic ha demanat en repetides ocasions que l'obra es reposi.
A l'octubre de 2013 "Red" va ser estrenada a Xile al Centre Mori Bellavista teatre, protagonitzada per Luis Gnecco i Martin Bacigalupo, dirigida per Rodrigo Sepúlveda i producidad per The Cow Company.
Geva Theatre Center in Rochester, NY va estrenar l'obra "Red" el 20 de novembre de 2015 protagonitzada per Stephen Caffrey com Mark Rothko i John Ford-Dunker com Ken. Dirigida per Skip Greer, la producció va estar a car de Robert Koharchik.
"Red" estrenada al New National Theater - The PIT, Tòquio, Japon el 21 d'agost de 2015, protagonitzada per Tetsushi Tanaka com Rothko i Shun Oguri com Ken, dirigida per Eriko Ogawa.
El juny de 2016 "Red" es va estrenar a Caracas (Veneçuela) sota l'aliança de La Caja de Fósforos Arxivat 2020-06-27 a Wayback Machine. (sala de teatre) amb l'Ambaixada Estatunidenca, en el marc del Festival de Teatre Contemporani Nord-americà. Protagonitzada per Basilio Álvarez com Rothko i Gabriel Agüero com Ken, sota la direcció de Daniel Dannery
El 29 d'octubre de 2016, "Red" serà estrenada en The Junction a Dubai. Protagonitzada per Osman Aboubakr com Rothko i Mario Silva com Ken, sota la direcció d'Alex Broun.
El juny de 2018 "Rojo" es va estrenar a Espanya a Theatre for the People. Protagonitzada per Antonella Broglia com Rothko i Javier Paredes com Ken, sota la direcció d'Adán Black.
Al setembre de 2018 s'estrenarà una nova producció de "Rojo" a Espanya, amb Juan Echanove com Rothko i Ricardo Gómez com Ken, sota la direcció de Gerardo Vera.
Al maig de 2019 es reestrena la producció de "Red" de Theatre for the People, protagonitzada de nou per Antonella Broglia com Rothko i amb Miguel Brocca com Ken, sota la direcció d'Adán Black. El 15 de juny aquesta mateixa producció es va estrenar al Museu Nacional Thyssen-Bornemisza com a part del programa d'activitats per a amics del museu.